# Perseo e Andromeda (Tiepolo)
Perseo e Andromeda è un dipinto di Giambattista Tiepolo, realizzato nel 1730 con la tecnica dell'olio su tela. Fa parte della Frick Collection di New York.
L'opera è il modelletto dell'omonimo affresco che Tiepolo eseguì per palazzo Archinto a Milano, andato poi distrutto nei bombardamenti del 1943.

## Descrizione
Il dipinto si basa sull'episodio del salvataggio di Andromeda ad opera di Perseo che uccide il mostro marino al quale la ragazza era stata offerta in pasto, secondo quanto narrato nelle Metamorfosi di Ovidio. Nell'angolo inferiore destro è raffigurato il mostro, ormai agonizzante. Al centro invece sta l'eroe trionfatore, che vola via sul cavallo alato Pegaso con Andromeda per riportarla presso il padre Cefeo, re di Etiopia. In alto tra le nubi Giove, re degli dei nonché padre di Perseo, osserva compiaciuto quanto sta avvenendo.